# Kyjevská dětská železnice

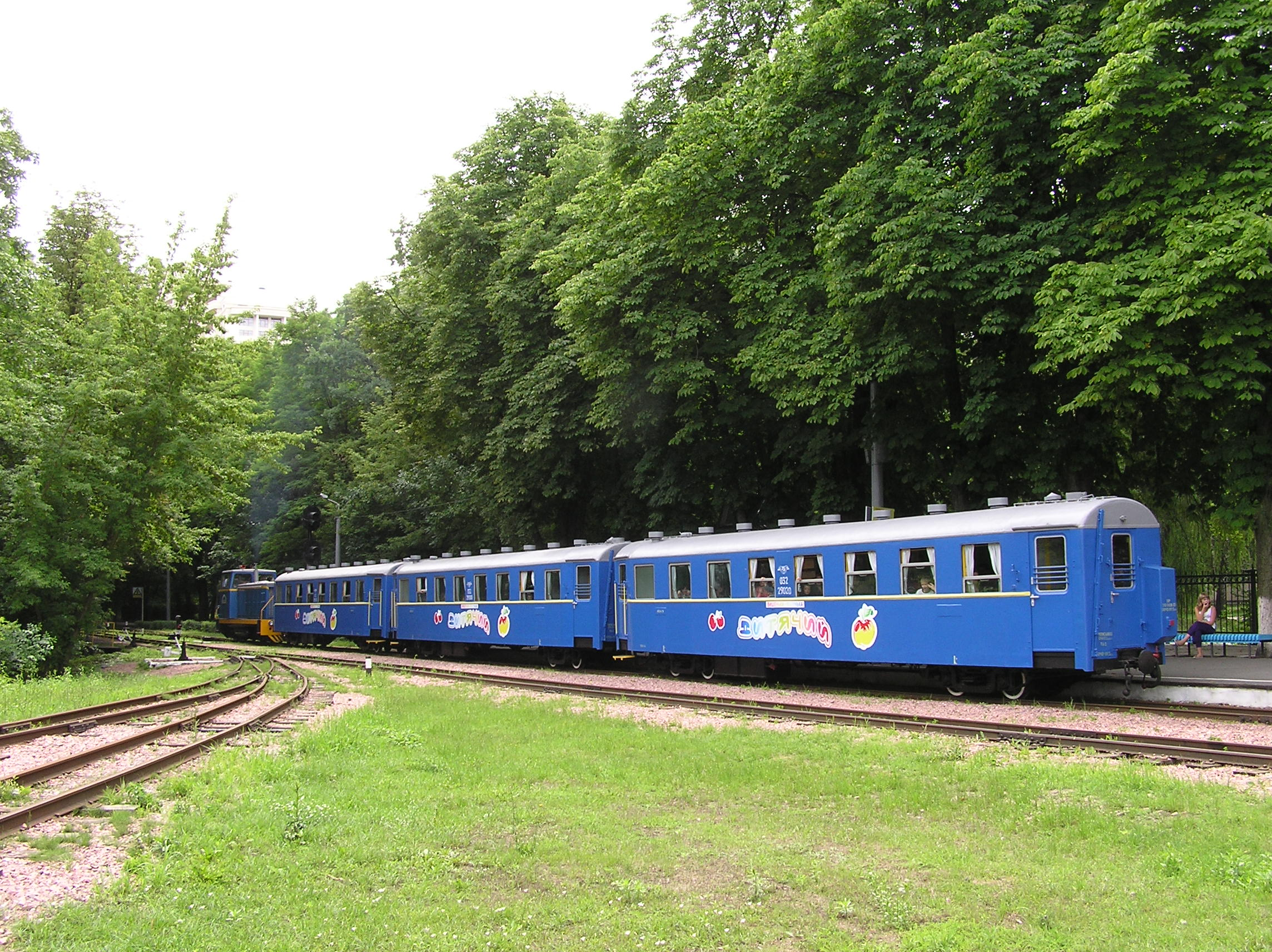

Kyjevská dětská železnice (ukrajinsky Київська дитяча залізниця) nebo Malá jihozápadní železnice.  je úzkokolejná městská železnice sloužící k výuce dětí. Nachází se v Syreckém parku ve střední části Kyjeva, hlavním městě Ukrajiny. Rozchod kolejí je 750 mm a délka tratě je 2,5 kilometru. Je to kruhovitá trať s jednou vedlejší spojkou a vybíhajícími odbočkami do depa. Na trati se nacházejí dvě stanice a jeden viadukt přes kaňon. Železnice kromě osvětové činnosti funguje jako turistická atrakce a je přístupná pro děti i dospělé.